# Acqui Unione Sportiva 1937-1938
Questa voce raccoglie le informazioni riguardanti l'Acqui Unione Sportiva nelle competizioni ufficiali della stagione 1937-1938.

## Organigramma societario
- Sede dell'Acqui Unione Sportiva: Acqui, Corso Bagni, Caffè Ligure.[3]
- Indirizzo telegrafico: Acquisportiva.[4]
- Colori sociali: bianco.[4]

## Rosa
| N. |                   | Ruolo | Calciatore                  |
| -- | ----------------- | ----- | --------------------------- |
|    | Italia (bandiera) | A     | Alfredo Barisone            |
|    | Italia (bandiera) | C     | Ferruccio Benedetto         |
|    | Italia (bandiera) | A     | Pietro Borelli              |
|    | Italia (bandiera) | C     | Domenico Bottero            |
|    | Italia (bandiera) | D     | Francesco Cibrario (I)      |
|    | Italia (bandiera) | A     | Domenico Cornetto           |
|    | Italia (bandiera) | P     | Giacomo Durando             |
|    | Italia (bandiera) | A     | Armando Giacobbe (II)       |
|    | Italia (bandiera) | A     | Cesare Giacobbe (I)         |
|    | Italia (bandiera) | C     | Domenico Giacobbe (III) (c) |
|    | Italia (bandiera) | C     | Aldo Gino Grillo            |
|    | Italia (bandiera) | C     | Riccardo Guala              |

| N. |                   | Ruolo | Calciatore                |
| -- | ----------------- | ----- | ------------------------- |
|    | Italia (bandiera) | D     | Giovanni Ivaldi           |
|    | Italia (bandiera) | A     | Carlo Massolo             |
|    | Italia (bandiera) | C     | Armando Passalacqua       |
|    | Italia (bandiera) | A     | Ettore Pesce              |
|    | Italia (bandiera) | A     | Giorgio Robotti           |
|    | Italia (bandiera) | D     | Angelo Sandrolini         |
|    | Italia (bandiera) | A     | Silvio Scasso             |
|    | Italia (bandiera) | D     | Giuseppe Spinolo          |
|    | Italia (bandiera) | A     | Alberto Tiberti           |
|    | Italia (bandiera) | C     | Giovan Battista Tortarolo |
|    | Italia (bandiera) | A     | Attilio Vacchino          |
|    | Italia (bandiera) | P     | Giovanni Zucca            |